# Hospital Heimlich
El Hospital Heimlich es el hospital ficiticio de las novelas de Una serie de catastróficas desdichas de Lemony Snicket. 
Aparece en el octavo libro, El Hospital Hostil, donde los huérfanos Baudelaire son obligados a ir justo cuando un sospechoso vendedor de la tienda Last Chance General Store (Tienda última Oportunidad) cree que son culpables de asesinato los Baudelaire son arrastrados a la organización VFD(Volunteers Figthing Deseease)(Voluntarios Combatientes de Enfermedades) y acaban internados en el Hospital Heimlich donde nadie se llama por su nombre sino que todos son "Hermanos" o "Hermanas". 

## Características del Hospital Heimlich
1- Una Parte del Hospital está construida y la otra no.
2-Ninguno se llama por su nombre sino simplemente son Hermanos o Hermanas. 
3-Está alguien que da Órdenes "Babs" la Mente de Recursos Humanos (que poco después fue asesinada por el Conde Olaf y fue sustituido por un personaje suyo Mathatias)
4-Todos tienen una canción publicitaria cada año.
5-Todos los pacientes usan siempre un globo en forma de corazón que está sonriente y tapa sus caras.
6-Todos y cada uno de los Expedientes de la Historia del Hospital se encuentra en el archivo del hospital que es dirigida por Hal

## Consecuencias
Al final del libro El Hospital Cautivo Violet es creída herida cuando los asistentes del Conde Olaf planean cortarle el cuello haciendo creer a la gente que va a ser operada mediante una craneotomía.  Klaus y Sunny Baudelaire se disfrazan de las dos mujeres con rostro empolvado liberan a Violet y logran escapar con la página 13 del archivo Snicket, y Hal piensa que son asesinos, justo cuando el Conde Olaf incendia el hospital. 
Hal vuelve a toparse con los huérfanos en el Hotel Denouement (Penúltimo Peligro) y en ese momento el dueño del restaurante indio del hotel se disculpa con los huérfanos por haberlos acusado del incendio y creer la noticia del Diario Punctilio.
Se desconoce si Hal llegó a sobrevivir al incendio del Hotel Denouement.
- Datos: Q3786938